# Zamczysko w Otranto
Zamczysko w Otranto (ang. The Castle of Otranto) – powieść autorstwa Horacego Walpole’a wydana w 1764 roku.
Z racji tego, że termin 'gotycyzm' kojarzony był w XVIII wieku dość negatywnie (jako okres barbarzyństwa, ciemnoty) Walpole, obawiając się reakcji publiczności i krytyki, wydał książkę anonimowo w swojej własnej drukarni. Pierwszy nakład wyczerpał się już po paru dniach, pisarz wydał więc książkę po raz drugi. Tym razem autorstwo przypisując wymyślonej przez siebie postaci Onuphria Muralto, siebie zaś określając jedynie jako tłumacza „cudownie” znalezionego we Włoszech rękopisu z 1529 roku. Popularność powieści sprawiła, że już po dwóch miesiącach Walpole wydał ją po raz trzeci, sygnując ją już swoim własnym nazwiskiem.
Niespodziewanie okazało się, że czytelnicy tęsknili do niesamowitości i fantastyki. Określenie 'gotycki' zaczęło być utożsamiane  ze światem nadprzyrodzonym i obecną w nim grozą, której przeżywanie stało się dla publiczności czymś w rodzaju katharsis. Powieść zapoczątkowała nowy gatunek literacki zwany romansem grozy (lub – od podtytułu – powieścią gotycką) oraz pierwszą jego odmianę – zwaną odmianą historyczną.

## Fabuła
Akcja utworu rozgrywa się w gotyckim zamku, zajmowanym bezprawnie przez księcia Manfreda i jego rodzinę. Powieść rozpoczyna się od śmierci piętnastoletniego syna Manfreda – Konrada, który ginie przygnieciony przez olbrzymi szyszak należący do ostatniego prawowitego dziedzica zamku – Alonza Dobrego. Niespodziewane wydarzenia umiejscowione w przerażających realiach (ciemne lochy, labirynty) prowadzą do tego, że sprawiedliwości staje się zadość, skruszony Manfred opłakując śmierć dwójki swoich dzieci (niefortunnie córkę Matyldę zabił sam, biorąc ją za kogoś innego) wraz z wierną żoną Hipolitą opuszczają zamek, nad którym władzę przejmuje wnuk Alonza Dobrego – Teodor.